# La Vie en face (série télévisée)
Pour l’article homonyme, voir La Vie en face.
La Vie en face (This Life) est une série télévisée britannique en 33 épisodes de 60 minutes, créée par Amy Jenkings et diffusée entre le 18 mars 1996 et le 6 août 1997 sur BBC Two. En France, la série a été diffusée à partir du 7 mai 2004 sur Jimmy puis rediffusée sur France 4.

## Synopsis
Cette série met en scène les aventures d'un groupe de diplômés vingtenaires qui commencent tout juste leur carrière dans les affaires, et qui partagent une maison dans le sud de Londres.

## Distribution
- Jack Davenport : Miles Stewart
- Amita Dhiri (VF : Carole Baillien) : Djamila "Milly" Nassim
- Andrew Lincoln : Egg
- Daniela Nardini : Anna Forbes
- Jason Hughes : Warren Jones
- Ramon Tikaram : Ferdy
- David Mallison : Michael O'Donnell

## Épisodes

### Première saison (1996)
1. Retrouvailles (Coming Together)
2. La vie de Famille (Happy Families)
3. Vivre dangereusement (Living Dangerously)
4. Sexe, mensonge et yaourt (Sex, Lies and Muesli Yoghurt)
5. Fantasme de footballeur (Fantasy Football)
6. Les Aveux (Family Outing)
7. Brève rencontre (Brief Encounter)
8. Rien ne va plus (Cheap Thrills)
9. Vive le sexe (Just Sex)
10. Le Charme d'antan (Father Figure)
11. Que le spectacle commence (Let's Get It On)

### Deuxième saison (1997)
1. Dernier tango à Southwalk (Last Tango in Southwalk)
2. Petit dîner entre amis (Guess Who's Coming to Dinner?)
3. Double jeu / Affinité secrète (The Bi Who Came in From the Cold)
4. Comment coucher par petites announces (How to Get in Bed by Advertising)
5. Les Nouvelles vont vite (Small Town Boyo)
6. Suspect malgré lui (Unusual Suspect)
7. Warren s'en va (He's Leaving Home)
8. Chambre à louer (Room With a Queue)
9. Esprit de vengeance (Men Behaving Sadly)
10. Il y a de la drogue dans l'air / Quand la drogue s'en mêle (When the Dope Comes In)
11. Elle va l'avoir (She's Gotta Get It)
12. Le plombier sonne toujours deux fois (The Plumber Always Rings Twice)
13. On ne force pas sa nature (Wish You Were Queer)
14. La chasse est ouverte (Who's That Girl?)
15. Test de grossesse (From Here to Maternity)
16. Tout a un début et une fin (One Bedding and a Funeral)
17. Le Secret de mes excès (The Secret of My Excess)
18. Le Grand jour (Diet Hard)
19. Milly la menteuse (Milly Liar)
20. Secret de femmes (Secrets and Wives)
21. Apocalypse (Apocalypse Wow!)

### Hors saison (2007)
1. Titre français inconnu (+10)